# Machów (stacja kolejowa)
Machów – towarowa stacja kolejowa w Chmielowie, w gminie Nowa Dęba w powiecie tarnobrzeskim, w województwie podkarpackim, w Polsce. Została wybudowana w 1973 roku przez Polskie Koleje Państwowe.